# Karine Rinaldo
Pour les articles homonymes, voir Rinaldo.
Karine Rinaldo est une boxeuse française née le 2 mai 1989.

## Carrière
Pensionnaire du Ring Olympique de Marseille, Karine Rinaldo est sacrée championne d'Europe des poids super-coqs EBU le 6 décembre 2014, battant la Hongroise Marianna Gulyas à la salle Vallier de Marseille. Elle conserve son titre en battant la Croate Nevenka Mikulic à Ajaccio le 6 décembre 2014.
Le 27 novembre 2015, elle est sacrée championne du monde des poids super-coqs WBF (en), s'imposant contre la Hongroise Alexandra Lazar à Marseille,.